# Terriera samuelsii
Terriera samuelsii är en svampart som beskrevs av P.R. Johnst. 2003. Terriera samuelsii ingår i släktet Terriera och familjen Rhytismataceae.   Inga underarter finns listade i Catalogue of Life.